# Friedrich von Raumer
Friedrich Ludwig Georg von Raumer (né le 14 mai 1781 à Wörlitz et mort le 14 juin 1873 à Berlin) est un avocat administratif, historien et homme politique allemand.

## Biographie
Raumer est le fils du directeur de chambre et locataire de domaine Georg Friedrich von Raumer (1755-1822) et de son épouse Charlotte, née de Marées de Raguhn (1761-1811) et frère du géologue et géographe Karl Georg von Raumer (de). Il étudie au lycée de Joachimsthal de Berlin. Après ses études secondaires, il étudie le droit, la comptabilité et les sciences politiques ainsi que l'histoire à l'Université George-Auguste de Göttingen et à l'Université Frédéric de Halle.

### Administration
Après avoir terminé ses études en 1801, il est clerc et assesseur gouvernemental (1804) à la Chambre de la Marche-Électorale. D'août 1806 à mai 1809, il est chef d'un département de la chambre des domaines de Königs Wusterhausen. En 1809, il s'installe à Potsdam en tant que membre du gouvernement. Enfin, en 1810, à la demande du ministre d'État Karl vom Stein zum Altenstein, Raumer est nommé au ministère prussien des Finances, mais quelques mois plus tard il est transféré au cabinet du chancelier d'État Karl August von Hardenberg, qu'il accompagne lors de plusieurs voyages à l'étranger. En raison de son attitude libérale et réformatrice, Raumer est entré à plusieurs reprises en conflit avec les autorités. Il décide donc de prendre un chemin différent dans la vie.

### Breslau
Après avoir obtenu un doctorat en 1811 à l'Université Robert-Charles de Heidelberg, il est nommé à la chaire de science politique et d'histoire par la nouvelle université silésienne Frédéric-Guillaume de Breslau. En 1818-19, il en est leur recteur. Entre-temps, il entreprend plusieurs voyages d'études à travers les États allemands, la Suisse et la péninsule italienne de 1815 à 1817.

### Berlin
En 1819, il est transféré à l'Université Frédéric-Guillaume de Berlin. Il est élu recteur pour les années 1822-23 et 1842-43. Il est doyen de la faculté de philosophie à quatre reprises. Pendant cette période, il effectue également d'importants voyages d'études, notamment en France (1830), en Angleterre (1835), dans la péninsule italienne (1839) et aux États-Unis (1844), dont il consigne les résultats dans des ouvrages. Il est également membre du collège prussien de censeurs seniors pendant un certain temps, une tâche qu'il achève en 1831. Raumer enseigne à Berlin jusqu'à sa retraite en 1859 mais continue à donner des conférences jusqu'à peu de temps avant sa mort.
Malgré ses ambitions politiques et sociales en tant qu'enseignant, Raumer attire maintes fois l'attention sur lui avec des discours ou des essais provocateurs. Par exemple, un discours qu'il prononce en 1822 à l'occasion du 25e anniversaire du règne de Frédéric-Guillaume III, dans lequel il préconise une monarchie constitutionnelle, n'a pas pu être imprimé. Il est également condamné à une amende en 1828 pour sa critique des domaines prussiens et, en 1832, il s'est vu refuser un nouveau rectorat en raison de son essai La Chute de la Pologne. Lorsque, dans un discours, il prend l'édit de tolérance de Frédéric le Grand comme occasion de critiquer le roi Frédéric-Guillaume IV, qui est présent, cela provoque un grave mécontentement, à la suite duquel Raumer démissionne de l'Académie des sciences de Prusse, dont il est le secrétaire permanent de la classe historico-philosophique depuis 1827.
De plus, Raumer est impliqué dans la célèbre Société sans loi de Berlin depuis 1823 et est également étroitement associé à l'Académie de chant de Berlin en tant que mécène de 1801 jusqu'à sa mort. La création de bibliothèques publiques remonte également aux impulsions de Raumer.

### Politique
En tant que membre du Zentrum, il est membre du conseil municipal de Berlin en 1847-48. En tant que membre du Parlement de Francfort, il est envoyé par le Pouvoir central provisoire en France en 1848 et est membre du Parlement de Gotha en 1849. Il est ensuite membre de la première Chambre de Prusse pendant quelques années.

## Honneurs
- Membre de l'Académie bavaroise des sciences (1830)
- Membre de l'Académie royale des sciences de Suède
- Membre de l'Académie des Sciences de Turin
- Membre de l'Académie des sciences de Glasgow
- Membre honoraire de la Royal Society
- Membre honoraire du comité des chercheurs du Musée national germanique (1857)
- Ordre bavarois de Maximilien pour la science et l'art (1853) [4]
- Pour le Mérite pour la science et les arts (1863)

## Famille
Friedrich von Raumer, membre de la famille noble von Raumer, est marié à Louise, née von Görschen (1785-1867), fille d'un fonctionnaire d'Anhalt et chef forestier Otto Heinrich von Görschen de la famille noble saxonne von Görschen (de) basée à Auligk et Sophie Louise Ackermann. Avec sa femme, il a deux enfants, le futur conseiller secret de gouvernement Hermann von Raumer (1812-1891), marié à Hertha von Zerboni di Sposetti, et sa fille Agnes von Raumer (1814-1897). 
Friedrich von Raumer est un cousin d'Ernst Ludwig von Gerlach et de ses frères. Une tombe d'honneur de la ville de Berlin au cimetière de la Trinité II à Berlin-Kreuzberg lui est dédiée. Le tombeau est situé dans les champs H1, G2.

## Travaux
- Friedrich von Raumer, Sechs Dialoge über Krieg und Handel, 1806
- Friedrich von Raumer, Vorlesungen über die alte Geschichte, Leipzig, 1821.
- Friedrich von Raumer, Über die geschichtliche Entwickelung der Begriffe von Recht, Staat und Politik, Leipzig, 1826.
- Friedrich von Raumer, Geschichte der Hohenstaufen und ihrer Zeit, Leipzig, 1823–1825.
- Friedrich von Raumer, Über die preußische Städteordnung, Leipzig, 1828.
- Friedrich von Raumer, Historisches Taschenbuch, Leipzig, 1830.
- Friedrich von Raumer, Briefe aus Paris zur Erläuterung der Geschichte des 16. und 17. Jahrhunderts, Leipzig, 1831.
- Friedrich von Raumer, Geschichte Europas seit dem Ende des 15. Jahrhunderts, Leipzig, 1832.
- Friedrich von Raumer, England im Jahre 1835 : Erster Theil, Leipzig, F. A. Brockhaus, 1836 (lire en ligne).
- Friedrich von Raumer, England im Jahre 1835 : Zweiter Theil, Leipzig, F. A. Brockhaus, 1836 (lire en ligne).
- Friedrich von Raumer, Beiträge zur neuern Geschichte aus dem Britischen Museum und Reichsarchiv, Leipzig, 1836.
- Friedrich von Raumer, Die Vereinigten Staaten von Nordamerika : Erster Theil, Leipzig, F. A. Brockhaus, 1845 (lire en ligne).
- Friedrich von Raumer, Die Vereinigten Staaten von Nordamerika : Zweiter Theil, Leipzig, F. A. Brockhaus, 1845 (lire en ligne).
- Friedrich von Raumer, Diderot und seine Werke, Berlin, Dümmler, 1845.
- Friedrich von Raumer, Einleitung zur öffentlichen Sitzung der Academie der Wissenschaften, Berlin, 1845.
- Friedrich von Raumer, Briefe aus Frankfurt und Paris 1848–1849, Leipzig, 1849.
- Friedrich von Raumer, Historisch-politische Briefe über die geselligen Verhältnisse der Menschen, Leipzig, 1860.
- Friedrich von Raumer, Lebenserinnerungen und Briefwechsel, Leipzig, 1861.
- Friedrich von Raumer, Handbuch zur Geschichte der Litteratur, Leipzig, 1864.
- Friedrich von Raumer, Litterarischer Nachlaß, Berlin, 1869.
- Friedrich von Raumer, Marie, Spreu und Friedrich II. im berliner Vormärz, Leipzig-Berlin, 2011 (ISBN 978-3-923211-92-0, lire en ligne).